# Wong Chuk Hang

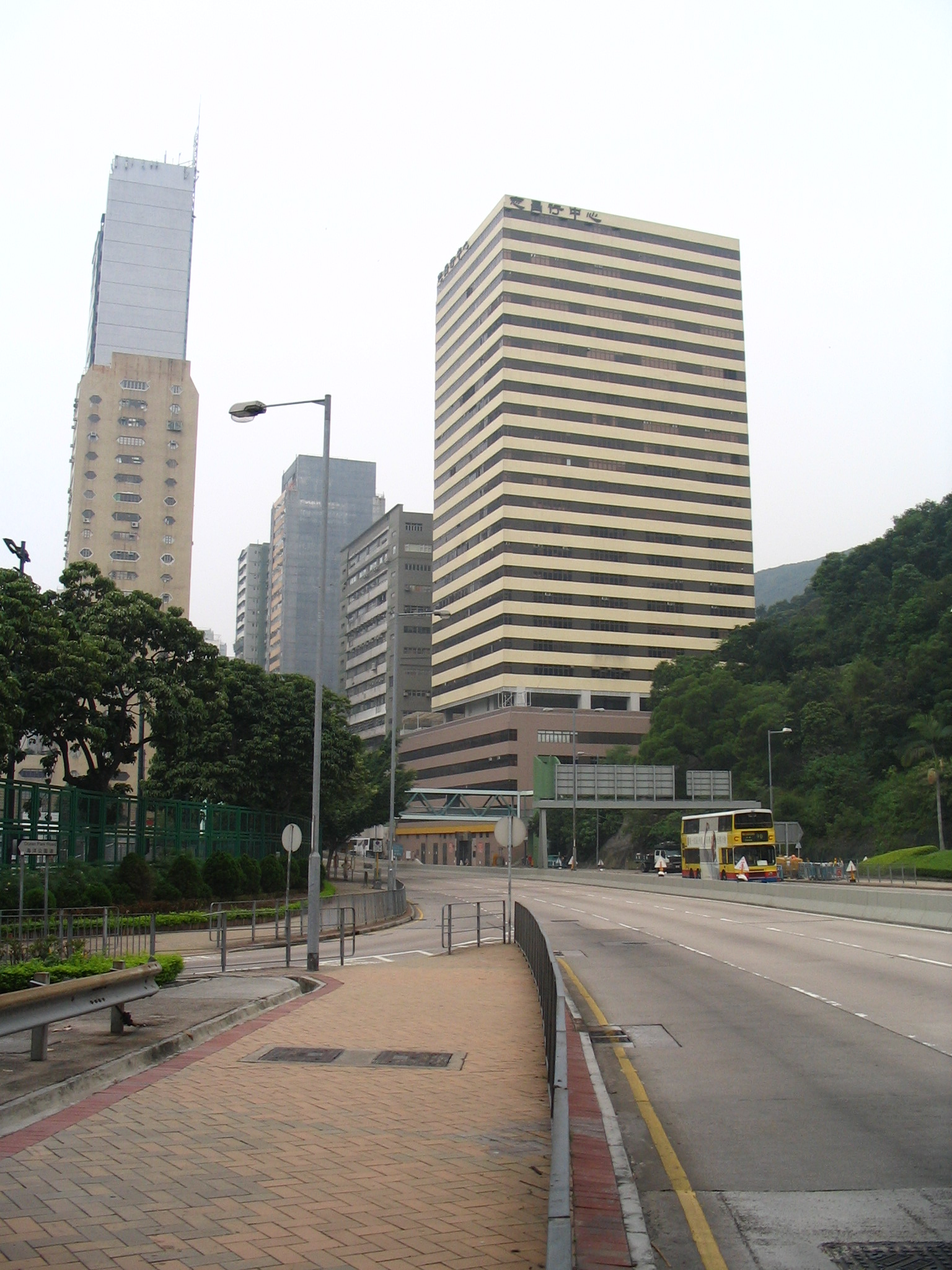
Un'area della zona industriale di Wong Chuk Hang

Wong Chuk Hang è un'area ad est di Aberdeen, a nord di Nam Long Shan e ad ovest di Shouson Hill, sull'Isola di Hong Kong, ad Hong Kong in Cina. L'area è principalmente industriale e residenziale ed ospita anche la Scuola di addestramento della Polizia di Hong Kong ed il parco acquatico di Ocean Park.

## Trasporti
Wong Chuk Hang è anche il nome della stazione di scambio prevista tra la Sezione Est (East Section) e la Sezione Ovest (West Section) della South Island Line, la progettata nuova linea della Mass Transit Railway (MTR), la metropolitana di Hong Kong.